# 宇崎竜童
宇崎 竜童（うざき りゅうどう、1946年2月23日 - ）は、日本の歌手、作曲家、俳優、映画監督。京都府京都市伏見区生まれ。東京育ち。妻は作詞家の阿木燿子。

## 概要
1970年代中期から1980年初頭にダウン・タウン・ブギウギ・バンド、1980年代中期から1990年代初頭に竜童組、1990年代中期から後期に宇崎竜童 & RUコネクション with 井上堯之を率い、バンドの活動の合間にソロとしても活動する。妻は作詞家の阿木燿子。「作詞・阿木、作曲・宇崎」のコンビで商業主義的な歌謡曲界においても、数多くの楽曲をヒットさせると共に山口百恵の全盛期を支えた。

## 来歴

### 生い立ち
母親の出身地で疎開先だった京都市伏見区に生まれる。母方のルーツは京田辺市である。生後間もなく東京に引っ越し、中学卒業まで代々木上原で育った。渋谷区立上原小学校、明治大学付属中野中学校・高等学校、明治大学法学部卒業。父親は滋賀県大津市出身で、東京商船学校を卒業して船乗りを経た後に、代々木上原で船具店を経営し裕福だったが、中学3年生時に父の会社が倒産、一家は豪邸から借家生活となる。
明大付属中野中学・高校時代はブラスバンド部に所属し、明治大学時代は軽音楽クラブに所属しトランペットを担当していた。大学の軽音楽部で同い年の阿木燿子と知り合い作曲活動を始める。両親の手前もあり、プロを目指すことはなかった。大学卒業後、内田洋行に就職したが性に合わず1か月で退社した。

### 作家プロデビュー
その後、義兄の経営する大橋プロでマネージャーを務め、バンド「ミルク」時代の松崎しげるをスカウトし2年間マネジメントを担当するが、ここも後に退社した。
大橋プロ在籍時には、1969年に阿木作詞・宇崎作曲のコンビで手掛けた、ジュリー（鍵山珠里）とバロンのシングル『ブルー・ロンサム・ドリーム』でプロ作家デビュー。全日本歌謡選手権11代チャンピオン・大橋恵子のデビュー・シングル『愛の教室』（1971年2月）の作曲も手掛けた。

### バンドデビュー
コンサートに飛び入り参加したのがきっかけでレコード会社から声がかかった。1973年に「ダウン・タウン・ブギウギ・バンド」を結成。シングル「知らず知らずのうちに」でデビューした。このバンド名は前年1972年に思いついていたが当時のバンドに提案したところ逆に解散のきっかけになっていたものである。
1974年の「スモーキン・ブギ」が全国的に大ヒットした。白いつなぎルックと、フレーズのコミカルさとカッコよさをアピールするロックンロールの曲調との落差で注目された。さらに翌年のシングル「カッコマン・ブギ」のB面曲「港のヨーコ・ヨコハマ・ヨコスカ」もヒット、曲中の「アンタあの娘の何なのさ」というセリフは流行語となり、同名映画も作られた。さらに「商品には手を出すな」という楽曲はラジオでのオンエアで話題となった。その後「沖縄ベイブルース」を発表した。77年には「サクセス」がヒット。

### 歌謡曲作家
同時に歌謡曲の作曲家としての活動も目立つようになった。山口百恵に1976年「横須賀ストーリー」1977年「イミテイション・ゴールド」1978年「プレイバックPart2」1979年「しなやかに歌って」1980年「ロックンロール・ウィドウ」「さよならの向こう側」など数多くの楽曲を提供しヒットさせ、彼女の全盛期を支えた。

### 多方面での活躍
映画『曽根崎心中』（1978年）、『TATTOO＜刺青＞あり』（1982年）に主演しているが『曽根崎心中』は梶芽衣子と友人だったことが、主演のきっかけとなった。
1980年、バンド名を「ダウン・タウン・ファイティング・ブギウギ・バンド」に改名するも、翌年解散した。解散後はさらにドラマ出演、映画・舞台音楽や監督などに進出。1984年、音楽的新境地を開くために「竜童組」を結成。1990年に活動休止。
1993年、元ザ・スパイダースの井上堯之と共に大人のロックバンドを目指すため、「どちらかが死ぬまで続けよう」との約束で「宇崎竜童 & RUコネクション with 井上堯之」を結成。1998年に活動休止するが、2人の約束は維持した。
1998年以降はソロ歌手として活動。2008年にはデビュー35周年を迎え、2枚組のブルース・アルバム、2枚組のベスト・アルバムのリリース、記念ライブが行われた。
2008年4月10日、憲政記念館で開催された「天皇皇后両陛下御大婚五十年をお祝いする集い」に臨席し、祝辞を述べた。
2013年8月22日・23日、「湯布院映画祭」で音楽を担当した作品および出演した作品が特集上映された。上映後は阿木と共にシンポジウムに参加。ライブ&トークショーで映画にまつわる9曲を披露した。
2018年1月5日には他のタレントとともに、当時の内閣総理大臣・安倍晋三と会食をおこなった。
2023年デビューから50周年を迎えるのを記念して「宇崎竜童 50th anniversary 弾き語りLIVE 2023 JUST GUITAR JUST VOCAL」を2月18日茅野市民館をはじめ、2月26日横浜市市民文化会館関内ホール、5月13日市川市文化会館で開催。

## 人物
極度のスポーツ嫌い。体を動かすのも嫌なタチで、わずかな移動もすぐに乗り物に頼る。それを反省し、2・3箇所のスポーツクラブの会員になるが「わざわざ疲れるところ（スポーツクラブ施設）への移動も疲れるし面倒」と億劫な気持ちが先立ち、いずれもわずか1日で行かなくなった。
学生時代のファッションは、アイビールックだった。
夫人の阿木燿子のことは学生時代から、本名である「広子さん」と呼んでいる。
下戸であり、大の甘党である。特に饅頭やケーキなどには目がない。本人はお酒を飲まないがそれに対し、夫人の阿木は酒好きで強いと有名である。晩酌をする妻の横で宇崎は茶を飲み、甘味に舌鼓を打つことも珍しくないという。
俳優業について、宇崎は自身を役者とは思っていないと述べており、自分では余計な考えを持たないことで、素直に監督のイメージする役柄になることができると語っている。
30代前半ごろに映画撮影の際、耳栓を付け忘れての弾着の発破によって難聴を患った。現在は補聴器を使用しながら作曲などをこなしている。

### エピソード
友人の占い師が「木村だと業界で生きていけないだろう」ということで、色々な占いの結果、「宇崎」の姓をもらった。
御堂筋ブルースバンドと共演し、CDも発売している。
毎年8月に静岡市清水区（旧：清水市）で開かれている「清水みなと祭り」のイベント「港かっぽれ総おどり」において要望に応える形で、宇崎が「港かっぽれ〜KAPPORE FUNK」を1987年に作曲し提供した。これ以降、毎年みなと祭りの時期には清水を訪れ、地元の住民らと交流を続けている。
幼少期に宝田明のファンであった姉に連れられて映画『ゴジラ』（1954年）を観たが、あまりの怖さに夢にまで見てしまい、ゴジラ映画は観ないと決めたという。後年、俳優として『ゴジラ・モスラ・キングギドラ 大怪獣総攻撃』（2001年）に出演したが、その後も同作品以外は観ていないと述べている。

### キャロルとつなぎ
矢沢永吉率いる「キャロル」と「ダウン・タウン・ブギウギ・バンド」は、デビュー時期は異なり、キャロルが先輩だった。このデビュー時期の差が宇崎を悩ませた。宇崎らも当初は皮ジャンを着ていたが、キャロルが大々的に売り出されると「キャロルの物真似」と批判が相次ぎ、やむなく皮ジャンでないものを探して、たまたま「つなぎ」に行った。「港のヨーコ・ヨコハマ・ヨコスカ」が出るタイミングで「キャロル」が華々しく解散。「矢沢永吉って人間には、常に先に行かれたって気があった」と話している。宇崎と矢沢は、お互いを敵対的なライバルと見ていたという。
矢沢永吉とキャロルについて宇崎は「自身は徒党を組むほうでやり方は違うが、矢沢は横縦つながり持たずに一匹狼。ロック・フェスティバルにも出ないし自力であそこまで行けたのは立派だと思う。彼はロックンロールの中で確立しているけど、ぼくはロックンロールよりも、少し広いところで商売している。言ってることを行動に結びつけて実績を作る－それは認めるけど、ぼくは体質的にダメ」などと話している。

### 交友・友人関係
梶芽衣子と友人だった。
また、一時は数々のレースに出場したり、友人の映画監督高橋伴明、根津甚八らとツーリングチームを結成するほどバイク熱が高まっていたが、生来の飽き性のためバイクもあっさりと興味が薄れてしまい、現在はバイクよりも自転車を使用する方が多いという。
所ジョージの芸名の名付け親であり、所は宇崎の下で付き人（ボーヤ）をしていた。所の歌『化けて出ている』（『港のヨーコ・ヨコハマ・ヨコスカ』のパロディ）にゲストとして参加している。
鈴木雅之はデビュー前から宇崎のファンであり、鈴木がグループでの活動時から宇崎と親交がある。宇崎自身も、テレビでの共演や、鈴木のライブにゲスト出演したことも何度かあり、鈴木のCDをいくつか持っている。
ジャズ・ヴァイオリニスト寺井尚子とも交流があり、November Eleventh 1111でのライブなど何度もセッションを重ねている。
サザンオールスターズの桑田佳祐は宇崎のファンを公言しており、1990年の著書で歌謡曲の衰退を憂いた際に「あんなに大好きだったのに、俺の中での愛すべき歌謡曲は75年のダウン・タウン・ブギウギ・バンド『港のヨーコ・ヨコハマ・ヨコスカ』以降、ほとんど出てないですね」と発言している。なお、宇崎は原由子に「うさぎの唄」を提供している。サザンの楽曲「Hey! Ryudo!」のモデルであり、「ごめんねチャーリー」の歌詞にも登場する。なお、桑田はデビュー前に宇崎にあいさつをしたことがあり、デモテープを渡したものの、「言葉のわからないロックは嫌いだ」と言われ突き返されたというエピソードを著書で語っている。ただし、スージー鈴木の著書「サザンオールスターズ 1978-1985」（2017年 新潮新書 p.33）には宇崎がこの発言をしたことを否定していたという趣旨の記述がされている。
1980年の著書『突っ張って生きてみないか―俺たちの明日はあっちだ!』では同業のミュージシャンをこき下ろしている。書籍の出版が1980年で、俎上に上げられたミュージシャンは、今日の一般的評価とはあるいは異なり、当時のまだ評価が定まっていないであろう時期に宇崎がどういう感想を持っていたか面白く、さだまさしを「声が嫌い。あれはウソの声。女にうけようという媚を感じる。あいつの歌って何の影響力も持たないんじゃないかな。矢沢と比較するとよく分かるよ」などと、松山千春を「あいつの作品や歌い方から考えると大嫌いなタイプ」などと、河島英五を「『酒と泪と男と女』は俺の最も嫌いな曲だな。彼の歌は、人を奈落の底まで連れて行って『ハイ、サヨナラ！』みたいな印象。浮かんでくる風景は、酔っ払いがドブロク飲んでゲロ吐いているシーン」。中島みゆきを「全編ワルツ、3拍子の表現。女の最もいやらしい部分をくすぐる歌い手だな。中島みゆきファンの女の子は想像できる、ほんとはボーイフレンドが欲しい。でも自分からは進んで男に接しようとははしない。男が近づいてきそうになったら、サッと身をかわして家に帰っちゃう。だから傷心なんて体験したことがない。体験したことはないけど、中島みゆきの歌で代理体験してるわけだ」などと、山下達郎を「音楽に関して言えば、とにかく歌はうまいね。それも生活感がまったくない歌をサラリと歌う。そこらへんが、湘南あたりにサーファーギャルにうけてるところなのだろうけど、ま、不思議だよね。20～30年間、それなりの人生演ってきてるんだろうに、ああも生活感のない歌いっぷりができるというのはね…」などと、舘ひろしを「彼はいま、クールスを抜けて1人で活動してるけど、その抜け方に問題があるんだな。あまり詳しいことは言わんけど、彼、とにかくクールスのおいしい部分だけ頂いちゃって独立してんのよ。そして1人だけスターになっちゃってる。そのへんが矢沢とは違うところだな。矢沢はキャロル解散するとき、借金とかもろもろの重荷を全部しょったからね。で、しょったまま立ち上がった。舘が矢沢のことを『ロックンローラーじゃねえ』なんて批判したことがあったけど、しょせん、矢沢と舘とでは、ものが違うんじゃないの。そういえば、桑名正博なんてのも舘によく似たところがある。あいつは大阪の財閥の息子。金をジャンジャン食いつぶしているらしい。しょせん、同じ手合いだってことさ」などと批判している。

## 活動

### ディスコグラフィー
→ダウン・タウン・ブギウギ・バンド、ダウン・タウン・ファイティング・ブギウギ・バンド、竜童組、宇崎竜童 & RUコネクション with 井上堯之、篠龍、六三四Musashi with 宇崎竜童、GENTLE3、などのディスコグラフィーは各リンク先のページを参照のこと。

#### シングル
| #                                        | 発売日         | タイトル                            | B面                                                    | 規格           | 規格品番       |
| キングレコード                           | キングレコード | キングレコード                      | キングレコード                                         | キングレコード | キングレコード |
| ---------------------------------------- | -------------- | ----------------------------------- | ------------------------------------------------------ | -------------- | -------------- |
| 1st                                      | 1972年         | その日その日の女です                | 女の船は夜に発つ                                       | EP             | BS-1497        |
| EPIC・ソニー / BOOGIE WOOGIE             |                |                                     |                                                        |                |                |
| 2nd                                      | 1981年         | Don't look back                     | 亡きジョン・レノンとヨーコ夫人に捧ぐ                   | EP             | 07・5H-75      |
| 3rd                                      | 1981年         | 炎の女                              | 九月の冗談クラブバンド                                 | EP             | 07・5H-95      |
| 4th                                      | 1982年         | TATTOOあり                          | ハッシャバイ・シーガル                                 | EP             | 07 5H-122      |
| 5th                                      | 1982年         | 愚かしくも愛おしく                  | Love is End                                            | 12inch         | 07 5H-143      |
| 6th                                      | 1983年         | 地平線                              | DAY DREAM                                              | EP             | 07・5H-185     |
| 東芝EMI                                  |                |                                     |                                                        |                |                |
| 7th                                      | 1997年6月11日  | 絶体絶命                            | 横須賀ストーリー                                       | 8cmCD          | TODT-3996      |
| 8th                                      | 1998年11月26日 | Baby                                | Remember                                               | 8cmCD          | TODT-5222      |
| コロムビアミュージックエンタテインメント |                |                                     |                                                        |                |                |
| 9th                                      | 2003年5月21日  | 欲望の街                            | Hushaby Seagull サクセス                               | Maxi           | COCA-15466     |
| 10th                                     | 2003年10月22日 | 知らず知らずのうちに (FIRE VERSION) | 200X 生きてるうちが花なんだぜ                          | Maxi           | COCA-15611     |
| 11th                                     | 2004年9月29日  | I'm proud of you                    | 幻の通販生活 I'm proud of you (just guitar just vocal) | Maxi           | COCA-15695     |
| R.U.OFFICE                               |                |                                     |                                                        |                |                |
| 12th                                     | 2017年7月15日  | 愛ふたたび                          | 天晴れブギ・メドレー                                   | Maxi           | RUCD-0009      |

#### 非売品シングル
- 森は生きてる。（1997年）非売品 - 熱田神宮会館CMソング。同所で式を挙げた夫婦にプレゼントされる。CMではMs.OOJAが歌うバージョンも公開されている。

#### オリジナル・アルバム
|                                          | 発売日                       | タイトル                        | 規格                         | 規格品番                     |
| EPIC・ソニー / BOOGIE WOOGIE             | EPIC・ソニー / BOOGIE WOOGIE | EPIC・ソニー / BOOGIE WOOGIE    | EPIC・ソニー / BOOGIE WOOGIE | EPIC・ソニー / BOOGIE WOOGIE |
| ---------------------------------------- | ---------------------------- | ------------------------------- | ---------------------------- | ---------------------------- |
| 1st                                      | 1981年5月1日                 | BLOSSOM-35                      | LP                           | 27・3H-34                    |
| 2nd                                      | 1982年6月21日                | R.U / Debut                     | LP                           | 28・3H-63                    |
| 3rd                                      | 1983年3月21日                | IN AND OUT                      | LP                           | 28・3H-80                    |
| 東芝EMI                                  |                              |                                 |                              |                              |
| 4th                                      | 1998年12月9日                | Sweet Soul Ballad               | CD                           | TOCT-24018                   |
| 4th                                      | 1998年12月9日                | Sweet Soul Ballad               | LP                           | RYUDO-0001                   |
| コロムビアミュージックエンタテインメント |                              |                                 |                              |                              |
| 5th                                      | 2003年8月27日                | The Way Home ―途上にて―         | CD                           | COCP-3227                    |
| エピックレコードジャパン                 |                              |                                 |                              |                              |
| 6th                                      | 2008年10月1日                | ブルースで死にな                | CD                           | ESCL-3115/6                  |
| R.U.OFFICE                               |                              |                                 |                              |                              |
| 7th                                      | 2014年4月2日                 | クライ -JUST GUITAR JUST VOCAL- | CD                           | RUCD-0004                    |
| 8th                                      | 2019年7月13日                | from元年                        | CD                           | RUCD-0012                    |

#### セルフカバー・アルバム
|                                          | 発売日         | タイトル                        | 規格    | 規格品番   |
| 東芝EMI                                  | 東芝EMI        | 東芝EMI                         | 東芝EMI | 東芝EMI    |
| ---------------------------------------- | -------------- | ------------------------------- | ------- | ---------- |
| 1st                                      | 1994年5月25日  | しなやかにしたたかに〜女たちへ  | CD      | TOCT-8384  |
| 2nd                                      | 1994年12月7日  | しなやかにしたたかに〜女たちへ2 | CD      | TOCT-8653  |
| 日本コロムビア                           |                |                                 |         |            |
| 3rd                                      | 2002年4月20日  | SAD & BLUE                      | CD      | COCP-31835 |
| コロムビアミュージックエンタテインメント |                |                                 |         |            |
| 4th                                      | 2002年10月19日 | SMOKE & BOURBON                 | CD      | COCP-31948 |

#### ベスト・アルバム
|                              | 発売日                       | タイトル                                             | 規格                         | 規格品番                     |
| Sony Music Direct / GT music | Sony Music Direct / GT music | Sony Music Direct / GT music                         | Sony Music Direct / GT music | Sony Music Direct / GT music |
| ---------------------------- | ---------------------------- | ---------------------------------------------------- | ---------------------------- | ---------------------------- |
| 1st                          | 2008年10月1日                | BLOSSOM-35th〜宇崎竜童ベスト・ソングス・コレクション | CD                           | MHCL-1434/5                  |

#### 映像作品
|                    | 発売日             | タイトル                 | 規格               | 規格品番           |
| アイ・ヴィー・シー | アイ・ヴィー・シー | アイ・ヴィー・シー       | アイ・ヴィー・シー | アイ・ヴィー・シー |
| ------------------ | ------------------ | ------------------------ | ------------------ | ------------------ |
| 1st                | 2003年4月29日      | 文楽人形 曽根崎心中 ROCK | DVD                | IVCF-4001          |

#### タイアップ
| 曲名                                | タイアップ                                                   | 収録作品                                        |
| ----------------------------------- | ------------------------------------------------------------ | ----------------------------------------------- |
| 炎の女                              | カメリアダイアモンド・イメージ・ソング                       | シングル「炎の女」                              |
| 九月の冗談クラブバンド              | ATG映画『九月の冗談クラブバンド』テーマ曲                    | シングル「炎の女」                              |
| 愚かしくも愛おしく                  | 映画『伊賀忍法帖』オリジナル・サウンドトラック盤             | シングル「愚かしくも愛おしく」                  |
| 地平線                              | MARUGENビル作品『地平線』主題歌                              | シングル「地平線」                              |
| 絶体絶命                            | ノエビア“コスメティク ルネッサンス”CMイメージソング          | シングル「絶体絶命」                            |
| Baby                                | テレビ東京開局35周年記念12時間ワイドドラマ『赤穂浪士』主題歌 | シングル「Baby」                                |
| 知らず知らずのうちに (FIRE VERSION) | キリン『辛口珈琲FIRE』TVCMソング                             | シングル「知らず知らずのうちに (FIRE VERSION)」 |

#### RYUDO UZAKI with One Night Jam Session Band

##### アルバム
- 『哀愁のフォービート』（2004年8月25日）
01.雨のイーストサイド／02.イミテイション・ゴールド／03.あなたがあなたなら／04.トランペット葬送曲／05.哀愁のフォービート／06.JA-NA／07.This is My Life

### 楽曲

#### 自身歌唱楽曲
ダウン・タウン・ブギウギ・バンド
- 知らず知らずのうちに (1973.12.01)
後にソロとしてセルフカバー
- スモーキン・ブギ (1974.12.01)
- カッコマン・ブギ/港のヨーコ・ヨコハマ・ヨコスカ (1975.04.20)
両A面扱いであったが「港のヨーコ」のインパクトが強すぎ、「カッコマン・ブギ」の方は忘れ去られてしまった。[独自研究?]オリコン1位を獲得。
- 商品には手を出すな! (1975.08.05)
- 裏切者の旅 (1976.03.05)
- 涙のシークレット・ラヴ (1976.07.20)
- 沖縄ベイ・ブルース (1976.11.05)
- サクセス (1977.03.20)
- 身も心も (1977.09.05)
- 乾いた花 (1978.05.05)
- 欲望の街 (1979.03.05)
- トラック・ドライヴィング・ブギ
映画『トラック野郎』挿入歌

ダウン・タウン・ファイティング・ブギウギ・バンド
- OUR HISTORY AGAIN -時の彼方に-
NHK大河ドラマ『獅子の時代』挿入歌

竜童組 (RYUDOGUMI)
- ザ・カムイ
角川アニメ『カムイの剣』テーマ曲、深夜番組『A女E女』（フジテレビ）テーマ曲
- 八木節イントロデュース
- 港かっぽれ〜KAPPORE FUNK
「清水みなと祭り」（静岡県静岡市清水区）の「港かっぽれ総おどり」メイン曲
- GET IT BACK
「'88さいたま博覧会」テーマソング
- 韋駄天 (Idaten)
「新車情報」（テレビ神奈川）2代目テーマ曲（使用期間：1988年〜1991年）
- 桃源郷 (SHANGRI-LA)
蜷川幸雄演出「貧民倶楽部」主題歌
- 吹雪絶唱
津川雅彦演出「明治一代女」主題歌
- 絆
山本寛斎主催「大寛激祭」テーマソング
- GAIYA ON THE ROAD（ガイヤ・オン・ザ・ロード）
「うわじま牛鬼まつり」（愛媛県宇和島市）の「ガイヤカーニバル」メイン曲
- Unbelievable（アンビリーバブル）
- TEYA TEYA I WANT YOU
「八幡浜みなと夏まつり」（愛媛県八幡浜市）の「てやてやウェーブ」メイン曲
- Genius（ジニアス）
- ダイヤモンドの鷹
福岡ダイエーホークス球団歌

宇崎竜童 & RUコネクション with 井上堯之
- soul searching
TBS『筑紫哲也ニュース23』エンディングテーマ
- 相聞歌
平安遷都1200年記念式典「平安の悠久」テーマ曲
- GOD BLESS TOKYO
TOKYO23区LIVEテーマ曲
- ある風景
- 好きにしな
NTV『さむらい探偵事件簿』主題歌
- This is my life

篠龍（篠原ともえと宇崎竜童のユニット）
- キャラだもん

ソロ
- 地平線
映画『地平線』主題歌
- 愚かしくも愛おしく
映画『伊賀忍法帖』主題歌

#### 提供楽曲
特記ないものは作曲

##### あ行
- 荒木由美子
  - 渚でクロス
  - 季節風
  - ヴァージン・ロード
  - つむじ旋風
  - ミステリアス チャイルド
  - 春の妖精（テレビ朝日系ドラマ『燃えろアタック』挿入歌）
  - グッド・バイ・ジゴロ
  - 人魚の赤いくつ
  - Lの悲劇
  - ダンシング・パートナー
  - 横須賀ストーリー （アルバム『ヴァージン・ロード/渚でクロス』）
  - ふらりふられて（アルバム『ヴァージン・ロード/渚でクロス』）
  - 木洩れ日（アルバム『ヴァージン・ロード/渚でクロス』）
  - 硝子坂（アルバム『ヴァージン・ロード/渚でクロス』）
  - 春に吹かれて（アルバム『ヴァージン・ロード/渚でクロス』）
  - 風たちの午後（アルバム『ヴァージン・ロード/渚でクロス』）
  - 愚図（アルバム『ヴァージン・ロード/渚でクロス』）
  - ピンナップ・ガール（アルバム『PIN-UP GIRL』）
  - バス・ルーム13（アルバム『PIN-UP GIRL』）
  - シシリア・ムーン（アルバム『PIN-UP GIRL』）
  - 今夜はALL RIGHT（アルバム『PIN-UP GIRL』）
  - 恋を知らなければ（アルバム『PIN-UP GIRL』）
- 天地総子
  - 大人になんかならないよ（『オバケのQ太郎』1985年版主題歌）
- いしだあゆみ
  - オアシス（NHK『ラジオ深夜便』深夜便の歌）
- 石原慎一
  - 重甲ビーファイター（『重甲ビーファイター』オープニングテーマ）
  - 地球孝行（同エンディングテーマ）
- 五木ひろし
  - 蟬時雨
- 梅沢富美男
  - 恋曼陀羅（『必殺仕事人V・激闘編』挿入歌）
- 大沢逸美
  - ジェームス・ディーンみたいな女の子
- 太田裕美
  - シングル・ガール
- 大友康平
  - 夢の別の名前（2000年宮城県で行われた新みやぎ国体のイメージソング）

##### か行
- 樫原伸彦
  - ビーファイターカブト（『ビーファイターカブト』オープニングテーマ）
  - 大声で歌えば（同エンディングテーマ）
- 柏原芳恵
  - ちょっとなら媚薬
  - Blue Honeymoon
  - 乳白色のプリズム
- 木梨憲武
  - 不機嫌なモナリザ
  - 生きてるうちが花なんだぜ feat. 宇崎竜童,佐藤浩市
  - 命綱 feat.マツコデラックス,ミッツ・マングローブ & ピンドン・ノリ子
  - サクセス
  - ジグソーパズル feat.中井さんと木梨くん。
- 木之内みどり
  - 硝子坂（アルバムの中の1曲で、高田みづえらがカバーもしくは競作した）
- ℃-ute
  - 江戸の手毬唄II
- 倉田てつを
  - 仮面ライダーBLACK（『仮面ライダーBLACK』オープニングテーマ）
- 倉橋ルイ子
  - 幾春別の詩
- Greeen Eyes
  - みどりに逢いたくて（『第18回全国都市緑化フェアイメージソング』 2001年）
- 研ナオコ
  - 愚図
  - 一年草
  - Tokyo見返り美人
- 香坂みゆき
  - 乾いた花
- 郷ひろみ&樹木希林
  - お化けのロック
- 郷ひろみ
  - 禁猟区
- 小林旭
  - みだれ雲（『旅がらす事件帖』主題歌）

##### さ行
- 坂井紀雄
  - LONG LONG AGO, 20TH CENTURY（『仮面ライダーBLACK』エンディングテーマ曲）
- 沢田研二
  - PRETENDER
- ジャッキー・チェン
  - さすらいのカンフー（映画『ヤング・マスター 師弟出馬』国際版エンディングテーマ曲）[注釈 4]
- ジョー山中
  - ララバイ・オブ・ユー（映画『戦国自衛隊』エンディングテーマ曲）
- 菅原文太&愛川欽也
  - 一番星ブルース（映画『トラック野郎』主題歌）
- 鈴木雅之
  - アダムな夜
- ジェロ
  - 海雪
- SCANDAL
  - スキャンダルなんかブッ飛ばせ
- 瀬川瑛子
  - 笑いじわ

##### た行
- 高田みづえ
  - 硝子坂
  - だけど…
  - 流れ星（だけど…のB面）
  - ビードロ恋細工
  - 向かい合わせ（ビードロ恋細工のB面）
  - なぜ…（「平凡」募集歌）
  - 雨のコラージュ（なぜ…のB面）
  - ドリーム・オン・ドリーム
  - 告白びより（ドリーム・オン・ドリームのB面）
- 高杢禎彦
  - 聖女（マドンナ）シンドローム
  - 戯れにSo Good（作詞・作曲）
  - ためらいのジェラシー（作詞・作曲）
  - SUMMER GRADUATION
  - Stay Forever（作詞・作曲）
  - ろくでなしのフーチー・クーチー（作詞・作曲）
  - I don't Know yet!
  - 何処にいても
  - LOW DOWN BLUES（作詞・作曲）
  - 決着（かた）をつけろ（作詞・作曲）
  - MY FOOLISH WAY（作詞・作曲）
  - HONMOKU1971（作詞・作曲）
- 田原俊彦
  - ベルエポックによろしく
  - あッ
  - 炎のレター
  - 美しき獲物を追って
  - KISSは野蛮なほうがいい
  - ASHURA (阿修羅)
  - 目で殺す
  - ロックンロール無宿
  - レコードの針がとびそう
  - マドンナ殺人事件
- 竹内力
  - Underground
- TAMAO・KIYOSHI（中村玉緒と氷川きよしのユニット）
  - ラブリィ
- 宝塚歌劇団雪組
  - 伝説（レジェンド）誕生（2014年）[注釈 5]
- 弟子木村
  - 大漁豊漁ぼやき船[注釈 6]
- 寺島まゆみ
  - 寝た子を起こす子守唄
  - 身も心も※ダウン・タウン・ブギウギ・バンドの曲のカヴァー
  - DOWN TOWN ANGEL
  - はしゃぎすぎ
  - Frozen（作詞・作曲）
  - NON-メラ（作詞・作曲）
  - Sa-Sa-Sa
  - 蝶にはなれない
  - かけだし悪女
- 所ジョージ
  - TOKYOナイト&デイ（作詞のみ）

##### な行
- 内藤やす子
  - 想い出ぼろぼろ（1976年第18回日本レコード大賞「最優秀新人賞」「作曲賞」受賞作品）[2]
- 夏川りみ
  - ハグしちゃお（『ドラえもん』主題歌 - 2005〜2007年）
- 西崎みどり
  - もどり道（『必殺橋掛人』挿入歌）
- NO PLAN
  - 志なかば
- 野口五郎
  - 裏切り小僧

##### は行
- 橋幸夫
  - 絆
- 萩原健一
  - 69で74（ろくでなし）
- 藤圭子
  - 面影平野
  - 圭子のドンデン節
  - 銀座流れ唄
  - 猫と女
  - 酔い酔い酒場
  - 女文字
- 藤井フミヤ
  - Mother's Touch
- 舟木一夫
  - 麦笛

##### ま行
- 松田優作
  - Uターン
- 三田村邦彦
  - 自惚れ（『必殺仕事人IV』挿入歌）
- 水谷豊
  - 表参道軟派ストリート
  - 故郷フィーリング（『オレの愛妻物語』主題歌）
  - 人生ロマン派
- 六三四Musashi
  - 曼陀羅21序章
  - 曼陀羅21終章
  - 曙

##### や・ら・わ行
- 山口百恵
  - 横須賀ストーリー
  - 初恋草紙
  - 夢先案内人
  - イミテイション・ゴールド
  - 乙女座 宮
  - プレイバックPart2
  - 絶体絶命
  - 曼珠沙華
  - 美・サイレント
  - 愛の嵐
  - しなやかに歌って
  - 謝肉祭
  - ロックンロール・ウィドウ
  - さよならの向う側
  - あなたへの子守唄
- 薬師丸ひろ子
  - 紳士同盟（『紳士同盟』主題歌 1986年）
- 由紀さおり
  - ふらりふられて
  - う・ふ・ふ
- 和田アキ子
  - もっと自由に -Set Me Free-
- 渡辺典子
  - 少年ケニヤ（『少年ケニヤ』主題歌）
  - 晴れ、ときどき殺人（『晴れ、ときどき殺人』主題歌）
  - いつか誰かが…（『いつか誰かが殺される』主題歌）
  - Forever（『真・仮面ライダー 序章』主題歌）

##### パチンコ
- CR花の慶次〜愛（2010年）
  - 義風堂々!!（通常大当たり中BGM、歌：角田信朗）

### 映画

#### 出演
- 港のヨーコ・ヨコハマ・ヨコスカ（1975年）
- トラック野郎・御意見無用（1975年）
- 裸足のブルージン（1975年）
- 曽根崎心中（1978年、映画初主演）
- 下落合焼とりムービー（1979年）
- その後の仁義なき戦い（1979年）
- 戦国自衛隊（1979年12月5日・東宝） - 落武者 役
- ミスター・ミセス・ミス・ロンリー（1980年）
- 駅 STATION（1981年・東宝 第5回日本アカデミー賞最優秀音楽賞、助演男優賞[4]）
- TATTOO＜刺青＞あり（1982年 ヨコハマ映画祭主演男優賞受賞[4]） - 主演。竹田明夫 役
- コールガール（1982年）
- 上海バンスキング（1984年 日本アカデミー賞助演男優賞）
- 海へ 〜See you〜（1988年）
- この胸のときめきを（1988年） - 寺山修作 役
- 四十七人の刺客（1994年）
- どら平太（2000年）
- ゴジラ・モスラ・キングギドラ 大怪獣総攻撃（2001年） - 立花泰三 役[4][7]
- かあちゃん（2001年） - 同心 役
- 突入せよ! あさま山荘事件（2002年） - 宇田川信一 役
- g@me.（2003年） - 小塚茂 役
- アンテナ（2004年） - 相馬俊平 役
- デビルマン（2004年）
- KARAOKE-人生紙一重-（2005年） - 井上栄二 役
- オリヲン座からの招待状（2007年）
- ブラブラバンバン（2008年）
- 音符と昆布（2008年） - 小暮浩二 役
- 春よこい（2008年） - 安藤刑事 役
- ホームレス中学生（2008年）
- 僕らのワンダフルデイズ（2009年） - 公証人 役（特別出演）
- パーマネント野ばら（2010年） - ニューお父ちゃん 役
- 任侠ヘルパー（2012年） - 朝比奈道俊 役
- ペコロスの母に会いに行く（2013年）
- かぐや姫の物語（2013年） - 大伴大納言 役（声の出演）
- グラスホッパー（2015年） - 鯨の父 役
- 破門 ふたりのヤクビョーガミ（2017年） - 滝沢 役
- 波乗りオフィスへようこそ（2019年） - 岩佐辰夫 役
- ファンシー（2020年）
- 罪の声（2020年） - 曽根達雄 役
- 痛くない死に方（2021年） - 本多彰 役
- アイ・アム まきもと（2022年） - 蕪木 役[29]
- BAD LANDS バッド・ランズ（2023年） - 曼荼羅 役[30]
- 港のひかり（2025年公開予定） - 河村時雄 役[31]

#### 監督
- 魚からダイオキシン!!
- ROCK is SEX　さらば相棒

#### 音楽
- 白昼の死角
- さらば映画の友よ インディアンサマー
- ヤング・マスター 師弟出馬
- 学校の怪談4
- 社葬
- ダブルベッド
- 生きてるうちが花なのよ死んだらそれまでよ党宣言
- 海燕ジョーの奇跡
- 少年ケニヤ
- カムイの剣
- 晴れ、ときどき殺人
- TATTOO＜刺青＞あり
- 駅〜STATION（日本アカデミー賞最優秀音楽賞）
- 曽根崎心中
- 港のヨーコ・ヨコハマ・ヨコスカ
- かあちゃん
- 嗤う伊右衛門
- ニワトリはハダシだ
- 秘密
- 次郎長三国志
- 飛べ!ダコタ

#### 吹き替え
- ハード・トゥ・キル（メイソン・ストーム=スティーブン・セガール）（DVD版）

### 音楽担当

#### テレビドラマ
- 阿修羅のごとく（1979年、NHK総合）
- 獅子の時代（1980年、NHK総合）
- 熱帯夜（1983年、フジテレビ）
- ライスカレー（1986年、フジテレビ）
- 泣くなセン!燃える男 〜星野仙一物語（1988年、TBS）
- さむらい探偵事件簿（1996年、日本テレビ）※井上尭之と共同
- 風のねがい（1997年、NHK総合）
- 最後の忠臣蔵（2004年、NHK総合）

#### 舞台
- にごり江
- 貧民倶楽部
- テンペスト
- 欲望という名の市電
- 仮名手本忠臣蔵
- 七人みさき
- 魔女の宅急便
- 夏の夜の夢
- リチャード三世
- リア王
- パンドラの鐘
- 新・近松心中物語
- 天保十二年のシェイクスピア（第13回読売演劇大賞優秀スタッフ賞、2005年ミュージカル・ベストテン特別賞 受賞）
- 藪原検校

#### オリジナルビデオ
- 真・仮面ライダー 序章（東映ビデオ）

#### テレビアニメ
- 新竹取物語 1000年女王（朝川朋之と共同）

#### 劇場アニメ
- 鬼神伝

### 出演Vシネマ
- 実録・名古屋やくざ戦争 統一への道 2（2003年）- 徳島の森井健司の父親
- 一族の絆（2014年） - 主演・竜崎シュンスケ
- 新・極道の紋章 1-8（2014年）- 美濃部組 ナカバヤシ
- 影と呼ばれた男たち4,5,6（2020年） - 法務省 磯川(紀藤の元上司)
- 織田同志会 織田征仁 第九章・最終章（2022年）- 横浜連合会会長 速水伸晃

### 出演ドラマ
- 必殺仕業人（1976年、朝日放送） - ナレーター
- 土曜ドラマ（NHK総合）
  - 阿修羅のごとく（1979年・1980年） - 勝又静雄 役
  - 追跡〜妻たちの反乱（1983年） - 内田健司 役
  - 風のねがい（1997年） - 津島伊三武 役
  - ハゲタカ ROAD TO REBIRTH（2007年） - 西野昭吾 役
  - 刑事の現場（2008年） - 守本真二 役
- 雪の朝に（1987年、フジテレビ「金曜女のドラマスペシャル」） - 矢木道生 役
- 夢の椅子（1990年、日本テレビ「水曜グランドロマン」）
- CRANE/突然の訪問者（1995年、毎日放送「エリアコードドラマ06」）
- ギフト（1997年、フジテレビ） - 柴崎日彦 役
- 3番テーブルの客（1997年、フジテレビ）
- 海に帰る日（1999年、毎日放送） - 第25回放送文化基金賞・男優演技賞を受賞
- キャッチボール日和（1999年、関西テレビ「金曜エンタテイメント」）
- ナニワ金融道 パート4（1999年、フジテレビ系）末期近志 役
- 最後のストライク（2000年、フジテレビ「金曜エンタテイメント」） - 安仁屋宗八投手コーチ 役
- 北条時宗（2001年、NHK総合「大河ドラマ」） - 天野常世 役
- 非婚家族（2001年、フジテレビ） - 連続ドラマ初レギュラー
- 救急救命士・牧田さおりシリーズ（2002年 - 、テレビ朝日「土曜ワイド劇場」） - 日野雅史 役
- 盤嶽の一生 第3話「津軽の男」（2002年、フジテレビ） - 田中平四郎
- メッセージ〜言葉が裏切っていく〜（2003年、読売テレビ）
- めぞん一刻（2007年・2008年、テレビ朝日） - 五代裕作の父親 役
- クルマのふたり〜TOKYO DRIVE STORIES 第1話 （2011年10月22日、TwellV） - 村越誠児 役
- アナザーフェイス〜刑事総務課・大友鉄〜（2012年5月26日、朝日放送「土曜ワイド劇場」） - 福原聡介 役
- 松本清張没後20年特別企画・留守宅の事件（2013年4月24日、テレビ東京「水曜ミステリー9」） - 林晋一郎 役
- 相棒 Season12 元日スペシャル 第10話（2014年1月1日、テレビ朝日） - 桂木重吾 (JB)  役
- 天使と悪魔-未解決事件匿名交渉課-（2015年4月 - 6月、テレビ朝日） - 神楽坂遼一 役
- ラヴソング（2016年4月 - 6月、フジテレビ） - 笹裕司 役
- 99.9-刑事専門弁護士-（TBS） - ジョーカー茅ヶ崎 役
  - SEASON II 第3話（2018年1月28日）
  - 完全新作SP新たな出会い篇（2021年12月29日）（写真出演）
- 執事 西園寺の名推理 第5話（2018年5月18日、テレビ東京） - 東郷広明 役
- 大阪環状線 Part4 ひと駅ごとのスマイル 第9 - 最終話（2018年12月15日 - 22日、関西テレビ） - 神崎周一郎 役
- モンローが死んだ日（2019年1月、NHK BSP） - 平井昌夫 役
- THE GOOD WIFE / グッドワイフ 第5話（2019年2月10日、TBS） - 東城数矢 役
- ミス・ジコチョー〜天才・天ノ教授の調査ファイル〜（2019年） - 橋爪史郎 役
- ドクターX〜外科医・大門未知子〜（2019年） - 九藤勇次 役
- 月曜プレミア8 警視庁遺失物捜査ファイル（2020年） - 鈴村泰明 役
- 阿佐ヶ谷姉妹ののほほんふたり暮らし（2021年11月8日 - 12月20日、NHK総合） - 中華料理店「朝來」の大将 役
- 一橋桐子の犯罪日記（2022年10月8日 - 11月5日、NHK総合）- 寺田一男 役
- グレースの履歴（2023年3月19日 - 5月7日、NHK BS4K・BSP） - 仁科征二郎 役[32]
- らんまん（2023年4月27日 - 9月29日、NHK総合「連続テレビ小説」） - 中濱万次郎 役[33]

### 出演CM
- 森下仁丹 グリーン仁丹（1980年）
- ヤマハ発動機 ヤマハ・パッソルII（1983年）
- サントリー 氷点貯蔵・生（1996年）
- トヨタ・レジアス（1997年）
- サッポロビール サッポロ ドラフトワン（2012年）
- 明治製菓　カール（瀬戸朝香と共演）

### 出演番組
- 宇崎竜童のファイティング'80（TVKほかUHF局、1980年4月開始）
- 夜はタマたマ男だけ!!（フジテレビ、1985年5月13日 - 9月23日）
- 「宇崎竜童 〜40年目の通過点〜」（BS-TBS、2013年1月1日） - BS民放5局共同特別番組
- 宇崎竜童の銘曲ビストロ〜新時代へのメッセージ〜（BSフジ、2019年4月8日 - ）

### 配信ドラマ
- 龍が如く〜Beyond the Game〜（2024年10月25日 - 、Amazon Prime Video） - 郷田仁 役[34]

### ラジオ
- ラジオ深夜便・ミッドナイトトーク（NHKラジオ第1・FM、偶数月第1火曜日担当）
- B&L 宇崎竜童のビター感覚60分（TBSラジオ）
- 青春大通り（文化放送）[6]
- 独占!サウンドヒーロー 山口百恵と宇崎竜童のトヨタ・ローリングタウンNo1（1979年10月-1980年4月、ニッポン放送）
- 文春スーパーステーション〜いま人間が面白い〜（朝日放送ラジオ）
- JAM JAM 11（ラジオ大阪）[6]
- JAM JAM OSAKA（ラジオ大阪）
- LEGENDS 宇崎竜童 Welcome to the Blues（2017年4月- 、JFN系、毎月第四週担当）
- PENTAX ハーバーナイト（FM横浜）[6]
- DJ Tomoaki's Radio Show!（2009年4月2日、下北FM）
- Music Attendant （ - 2013年3月31日、FM COCOLO）
- 竜童コネクション
  - 放送局によっては『宇崎竜童のオールディーズジャパン』、『宇崎竜童のすばらしき不良中年』とタイトルが異なっていた。

### 書籍
- 町田義人共著『突っ張って生きてみないか―俺たちの明日はあっちだ!』青春出版社、1980年。ISBN 9784413020992。
- 宇崎竜童 『俺たちゃとことん―Fighting '80s』角川書店 1981年
- 宇崎竜童・戸井十月 『十中八九は御乱心』八曜社 1981年
- 宇崎竜童 『や・ぶ・に・ら・み―Life & Live 宇崎竜童・長濱治ジョイント写真展』 集英社 1981年
- 宇崎竜童 『ブギウギ 脱どん底・ストリート〈角川文庫〉』 角川書店1983年（『俺たちゃとことん』1981年の改題）
- 黒川創 『〈竜童組〉創世記』亜紀書房 1985年
- 宇崎竜童・黒川創 『電話で75000秒』晶文社 1988年
- 黒川創 『〈竜童組〉創世記〈ちくま文庫〉』 筑摩書房1988年（亜紀書房版1985年の改訂増補版）
- 宇崎竜童 『あいつの言葉の杜切れ間に―宇崎竜童公開密談集』 シンコーミュージック 1992年

### 雑誌記事
- 国立情報学研究所収録論文 国立情報学研究所